# John Kipkurgat
John Kipkurgat (* 16. März 1944) ist ein ehemaliger kenianischer Mittelstreckenläufer.
Bekannt wurde Kipkurgat durch seinen Sieg im 800-Meter-Lauf der Commonwealth Games 1974 in Christchurch, bei dem er seinen Landsmann Mike Boit und den Neuseeländer John Walker schlug. Den damaligen Weltrekord des Italieners Marcello Fiasconaro (1:43,7 Minuten) verpasste er mit seiner Zeit von 1:43,91 Minuten nur knapp. Ein Jahr zuvor war Kipkurgat bei den Panafrikanischen Spielen in Lagos über dieselbe Distanz Zweiter geworden.